# Rock My Body
Rock My Body è un singolo del DJ olandese R3hab, della cantante rumena Inna e del gruppo musicale tedesco Sash!, pubblicato il 28 aprile 2023.

## Video musicale
Il video musicale, diretto da Jimachez e girato da Paul Tatcu, è stato reso disponibile in concomitanza con l'uscita del brano attraverso il canale YouTube dell'etichetta.

## Tracce
Testi e musiche di Fadil El Ghoul, Erik Smaaland, Galeyn Tenhaeff, Kristoffer Tømmerbakke, Ralf Kappmeier, Sascha Lappessen, Shannon Hilversum e Thomas Alisson.
Download digitale, streaming
1. Rock My Body – 2:17

Download digitale, streaming – The Remixes EP
1. Rock My Body (Sash! Remix) – 2:27
2. Rock My Body (Lunax Remix) – 2:32
3. Rock My Body (Skytech Remix) – 2:25
4. Rock My Body (22Bullets Remix) – 2:29
5. Rock My Body (Hüman Remix) – 2:58

## Formazione
- Inna – voce
- R3hab – produzione
- Erik Smaaland – produzione
- Kristoffer Tømmerbakke – produzione

## Classifiche

### Classifiche settimanali
| Classifica (2023) | Posizione massima |
| ----------------- | ----------------- |
| Belgio (Fiandre)  | 29                |
| Belgio (Vallonia) | 12                |
| Bielorussia       | 3                 |
| Estonia           | 56                |
| Francia           | 32                |
| Kazakistan        | 8                 |
| Moldavia          | 2                 |
| Paesi Bassi       | 21                |
| Romania           | 2                 |
| Russia            | 14                |
| Svezia            | 79                |
| Ucraina           | 30                |

### Classifiche di fine anno
| Classifica (2023) | Posizione |
| ----------------- | --------- |
| Belgio (Vallonia) | 65        |
| Bielorussia       | 30        |
| Kazakistan        | 122       |
| Moldavia          | 88        |
| Russia            | 44        |
| Classifica (2024) | Posizione |
| Bielorussia       | 109       |
| Moldavia          | 80        |
| Russia            | 193       |

## Date di pubblicazione
| Paese  | Data             | Formato                      | Versione       | Etichetta    | Nota   |
| ------ | ---------------- | ---------------------------- | -------------- | ------------ | ------ |
| Mondo  | 28 aprile 2023   | Download digitale, streaming | Originale      | Spinnin'     | [ 16 ] |
| Italia | 2 giugno 2023    | Contemporary hit radio       | Originale      | Warner Italy | [ 17 ] |
| Mondo  | 8 settembre 2023 | Download digitale, streaming | The Remixes EP | Spinnin'     | [ 18 ] |